# Ngọn hải đăng Cape Hatteras
Ngọn hải đăng Cape Hatteras là một ngọn hải đăng nằm trên đảo Hatteras thuộc chuỗi các đảo chắn dài và hẹp Outer Banks. Về mặt hành chính, nó là một phần của thị trấn Buxton, Bắc Carolina và là một phần của Bờ biển quốc gia Cape Hatteras.
Outer Banks là chuỗi các đảo chắn dài và hẹp nằm trên bờ biển Bắc Bắc Carolina, chia tách Đại Tây Dương với các eo và vịnh hẹp nhỏ ven biển. Hải lưu Đại Tây Dương thuận lợi tạo điều kiện cho những chuyến du lịch bằng tàu thuyền ở đây rất tuyệt, ngoại trừ Diamond Shoals khi dòng chảy chỉ hướng ra ngoài ở Cape Hatteras. Gần đó là dòng biển nóng Gulf Stream tiếp giáp với dòng biển lạnh Labrador là điều kiện lý tưởng cho những cơn bão mạnh trên biển và sự xâm lấn bờ biển. Một số tàu thuyền bị mắc cạn vì sự thay đổi của những bãi cát khiến cho khu vực này được biết đến với biệt danh là "Nghĩa địa của Đại Tây Dương". Đó chính là nguyên nhân khiến Quốc hội Hoa Kỳ ủy quyền việc xây dựng ngọn hải đăng Cape Hatteras. Cape Hatteras là ngọn hải đăng cao 210 feet khiến nó trở thành ngọn hải đăng được xây bằng gach cao nhất tại Hoa Kỳ và cao thứ 29 trên thế giới. Do được xây dựng gần với mực nước biển nên ngọn hải đăng này chỉ là chùm chiếu sáng cao thứ 15 tại Hoa Kỳ vì 14 công trình khác được xây dựng ở những vùng đất cao hơn.

## Trung tâm du khách của đảo Hatteras và Bảo tàng biển
Liền kề với ngọn hải đăng Cape Hatteras là Trung tâm du khách của đảo Hatteras và Bảo tàng biển được điều hành bởi Cục Công viên Quốc gia Hoa Kỳ, nằm ở một phần nhà kho kép của ngọn hải đăng. Tại đây có các cuộc triển lãm về lịch sử, di sản hàng hải, lịch sử tự nhiên của Outer Banks và ngọn hải đăng. Trung tâm du khách cung cấp thông tin về Bờ biển quốc gia Cape Hatteras, chương trình về bảo vệ và hiệu sách.

## Lịch sử

### Ngọn hải đăng gốc
Vào ngày 10 tháng 7 năm 1794, Quốc hội Hoa Kỳ đã thông qua khoản chi 44.000 đôla Mỹ cho việc xây dựng một ngọn hải đăng ở Cape Hatteras và một ngọn hải đăng khác trên đảo Shell Castle, trong bến cảng Ocracoke ở bang Bắc Carolina. Ngọn hải đăng Cape Hatteras được xây dựng vào năm 1802.
Ánh sáng từ Cape Hatteras đánh dấu các bãi cát ngầm rất nguy hiểm đang mở rộng từ Cape Hatteras ra khoảng cách 10 hải lý (19 km). Tháp ban đầu được xây dựng bằng đá sa thạch đen và có màu sắc tự nhiên của nó. Ánh sáng ban đầu được phát từ 18 đèn, với gương phản xạ 14 inch (360 mm), và nằm ở độ cao 112 feet (34 m) so với mực nước biển. Ánh sáng từ ngọn hải đăng có thể thấy được trong thời tiết quang đãng từ khoảng cách 18 dặm (29 km).